# Boomwhacker

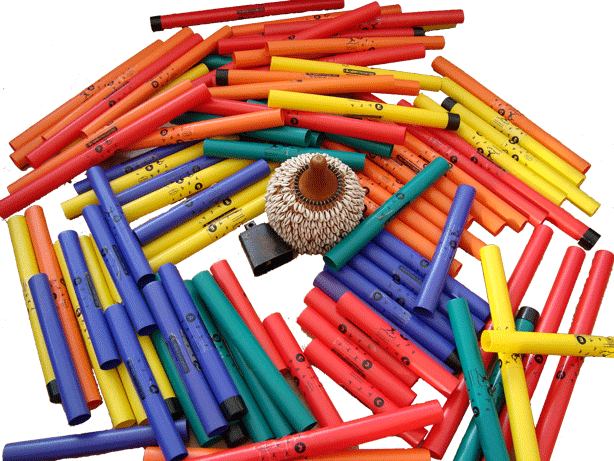
Verschiedene Boomwhacker

Boomwhackers sind Musikinstrumente aus der Gruppe der Schlagidiophone. Sie bestehen aus unterschiedlich langen und dicken Kunststoffröhren, die seitlich auf einen beliebigen Gegenstand oder gegeneinander geschlagen, manchmal auch mit einem Schlägel angeschlagen werden. Ein Set mit mehreren Boomwhackers ist auf eine bestimmte Tonleiter gestimmt und kann als Melodieinstrument verwendet werden. Boomwhackers werden häufig in der musikalischen Früherziehung verwendet, teilweise auch für Effekte in anderen musikalischen Formen. Der Name „Boomwhacker“ wurde 1998 in den Vereinigten Staaten patentiert und ist seit 2009 eine Registered Trade Mark der Rhythm Band Instruments LLC.

## Funktionsweise

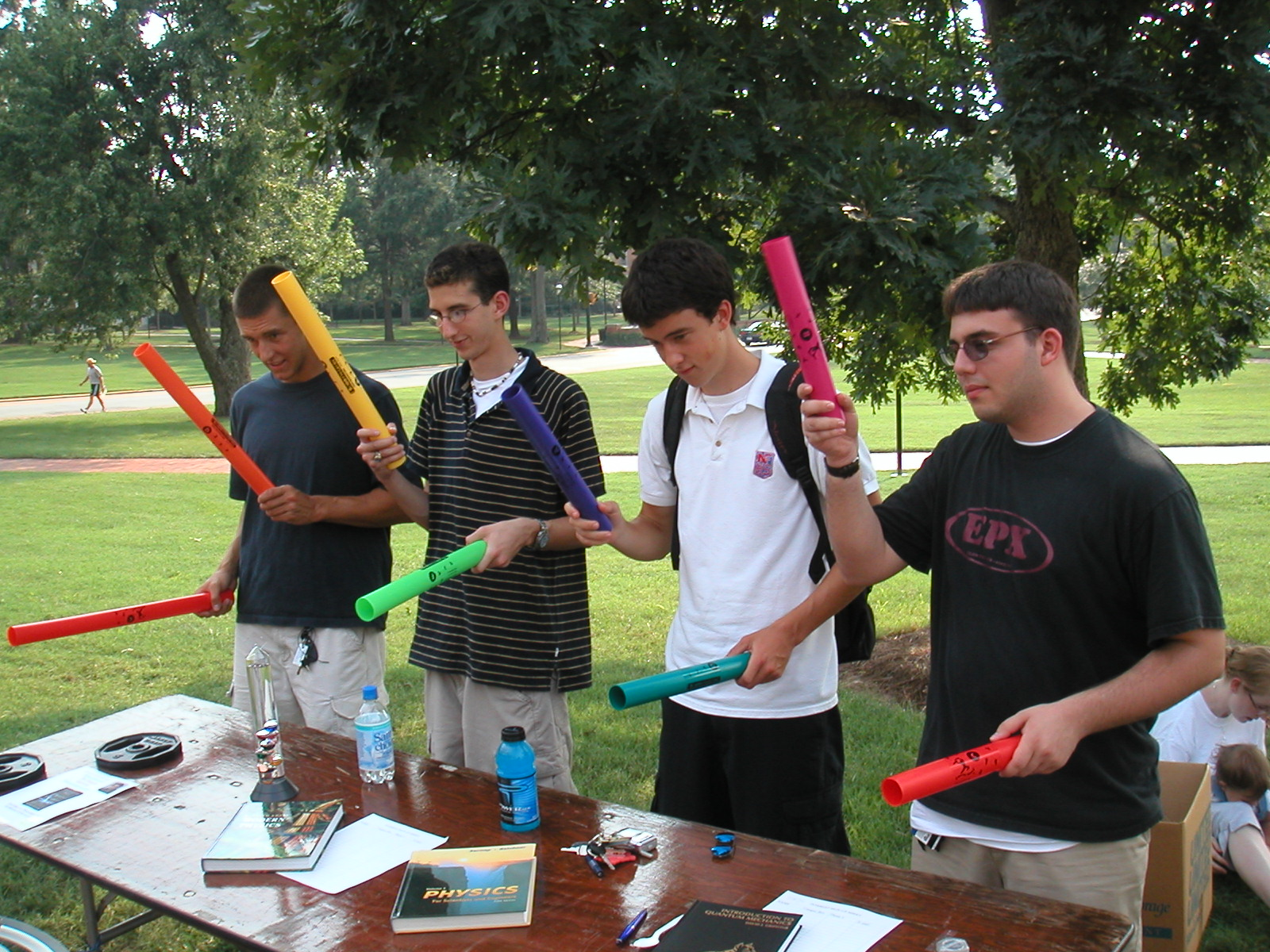
Eine Gruppe mit einem sortierten diatonischen Satz Boomwhacker

Boomwhackers setzen nach dem Prinzip eines Stampfrohrs durch Anschlagen die Luft im Innern der Röhre in Schwingungen, sodass ein Ton von bestimmter Höhe entsteht. Wird die beidseits offene Röhre an einer Seite durch eine Kappe (Oktavkappe) verschlossen, entsteht ein um eine Oktave tieferer Ton. Üblicherweise werden Boomwhackers gegeneinander, auf den Körper oder einen Gegenstand geschlagen. Werden beide Enden durch eine Kappe verschlossen und die Röhre innen mit Rasselkörpern gefüllt, so ergibt sich eine Gefäßrassel.
Boomwhackers für verschiedene Tonhöhen sind verschieden lang und bestehen aus verschiedenfarbigem Kunststoff (wobei gleiche Töne in verschiedenen Oktavlagen in der Regel die gleiche Farbe erhalten), so dass man sie leichter zuordnen kann. Man kann auch mit Schlägeln auf in einer Halterung fixierten Boomwhacker wie auf einem Xylophon spielen. Durch Druck auf die Außenseite lässt sich die Tonhöhe variieren. 
Boomwhackers existieren derzeit nur im Tonraum der C-Dur-Tonleiter und sind zumeist im pentatonischen und diatonischen Satz erhältlich. Um andere Tonarten spielen oder begleiten zu können, ist ein chromatisches Ergänzungsset erforderlich.

## Verwendung
Boomwhackers werden oft von Performancekünstlern wie zum Beispiel der Blue Man Group eingesetzt. Musiklehrer nutzen sie, um grundlegende Konzepte von Rhythmus, Harmonie und Melodie zu vermitteln. Sie sind geeignet, um in größeren Gruppen gemeinsam zu musizieren. So kann der Lehrer alle Schüler oder der Künstler sein Publikum einbinden.

## Geschichte
Der Erfinder Craig Ramsell aus Sedona im US-Bundesstaat Arizona hatte Mitte der 1990er Jahre die Idee zu diesem Musikinstrument, als er Pappröhren zerkleinerte, um sie in einen Recycling-Container zu füllen. Er bemerkte das musikalische Potenzial, experimentierte mit verschiedenen Größen und Materialien und entwickelte daraus eine Geschäftsidee. Zu dieser Zeit nutzten viele Künstler recycelte Materialien für Percussions-Darbietungen. Für musikpädagogische Zwecke sind die fertig produzierten Boomwhackers besser geeignet als improvisierte Instrumente aus recycelten Materialien, da die musikalische Darbietung sich einfacher reproduzieren lässt.
In der musikalischen Früherziehung haben sich Boomwhacker derart etabliert, dass einige Softwarehersteller Funktionen zum automatischen Generieren farbiger Noten in ihre Notensatzprogramme integriert haben.

## Literatur

Tonleiter in C-Dur mit farbigen Boomwhacker-Symbolen, geschrieben in PriMus 1.1